# میرتازاپین
میرتازاپین (با نام‌های تجاری رمرون یا سولتاب) یک داروی ضد افسردگی سروتونرژیک از گروه نوراپی‌نفرین است که برای اختلالات خواب نیز تجویز می‌شود. میرتازاپین در واقع به انسداد گیرنده آدرنرژیک آلفا ۲، گیرنده 5-HT2A وگیرنده 5-HT2C می‌پردازد و باعث بهبود خلق و خو و رفتار می‌شود. این دارو در سال ۱۹۹۶ در ایالات متحده مورد تأیید سازمان غذا و داروی آمریکا قرار گرفت و به صورت کلی برای درمان افسردگی استفاده می‌شود. از این دارو همچنین به عنوان داروی ضداضطراب، خواب‌آور، ضد تهوع یا محرک اشتها استفاده می‌شود.
از آنجا که حق ثبت اختراع آن در سال ۲۰۰۴ تمام شد، نسخه‌های عمومی آن در دسترس است.

## عوارض جانبی
از مهمترین عوارض جانبی آن می‌توان به افزایش وزن و اشتها و همچنین گیجی یا خواب‌آلودگی اشاره کرد که بیشتر در طی هفته‌های اول ظاهر می‌شود. منگی، سردرد، ادم و افزایش آنزیمهای کبدی نیز با شیوع کمتری گزارش شده‌اند، یرقان نیز ممکن است رخ دهد. سایر عوارض جانبی نادر شامل هیپوتانسیون وضعیتی، اگزانتم، کابوس شبانه، آشفتگی، مانیا، هالوسیناسیون، پارستزی، تشنج، ترمور، میوکلونوس، سندرم پاهای بی قرار، درد مفاصل و عضلات، آگرانولوسیتوز برگشت پذیر، لکوپنی و گرانولوسیتوپنی، هیپوناترمی نیز ممکن است به‌دنبال ترشح نامتناسب هورمون ضد ادراری، به‌خصوص در افراد مسن دیده شود. از عوارض دیگر آن می‌توان به ایجاد علائم خارج هرمی از جمله آکاتیژیا و همچنین سندرم سروتونینی اشاره کرد.